# Ferrymead Railway
| D-Klasse No 140 der Ferrymead Railway |                   |                                        |                                        |
| Streckenlänge: | 0,5 km            |                                        |                                        |
| Spurweite: | 1067 mm (Kapspur) |                                        |                                        |
| Stromsystem: | 1500 =            |                                        |                                        |
| |                   |                                        |                                        |
| \| \| \| Ferrymead \| \| \| \| \| zur Bahnstrecke Lyttelton–Invercargill \| \| \| \| \| Moorhouse \| \| \| \| \| Hall of Wheels (Ausstellungsgebäude) \| \| \| \| \| \| \| \| Quellen: [1] \| \| \| \| |                   |                                        |                                        |
| Kopfbahnhof Streckenanfang |                   | Ferrymead                              | Ferrymead                              |
| Abzweig geradeaus und nach rechts |                   | zur Bahnstrecke Lyttelton–Invercargill | zur Bahnstrecke Lyttelton–Invercargill |
| Bahnhof |                   | Moorhouse                              | Moorhouse                              |
| Betriebs-/Güterbahnhof Streckenende |                   | Hall of Wheels (Ausstellungsgebäude)   | Hall of Wheels (Ausstellungsgebäude)   |
| |                   |                                        |                                        |
| Quellen: |                   |                                        |                                        |

Die Ferrymead Railway ist eine Museumseisenbahn an der Südostküste der Südinsel von Neuseeland, die im Ferrymead Heritage Park zwischen den Bahnhöfen Ferrymead und Moorhouse verkehrt.

## Erste Anfänge
Die Museumseisenbahn nutzt das östliche Ende der Trasse der ersten Eisenbahnstrecke, auf der in Neuseeland öffentlicher Verkehr stattfand. Diese erste Eisenbahn ging am 1. Dezember 1863 in Betrieb und wurde zum 9. November 1867 für den öffentlichen Verkehr wieder aufgegeben, als der Lyttelton-Eisenbahntunnel in Betrieb ging und der Hafen Lyttelton den Hafen in Ferrymead ersetzte. 
 Dies war sowohl die erste öffentliche Eisenbahn, die in Neuseeland in Betrieb genommen wurde, als auch die erste, die stillgelegt wurde.

## Ferrymead Heritage Park
Das Freilichtmuseum, das später den Namen Ferrymead Heritage Park erhielt, wurde seit den 1960er Jahren ausgebaut. In diesem Rahmen verlegten Eisenbahnfreunde ab 1964 auf dem östlichen Ende der alten Trasse ein Gleis in Kapspur (1067 mm), zunächst ein Inselbetrieb. Die Eisenbahnfahrzeuge mussten mit Straßenrollern oder LKWs angefahren werden. Die ersten Züge fuhren ab 1972, die offizielle Eröffnung fand 1977 statt. 1978 wurde die Strecke über eine Verbindungskurve an die Bahnstrecke Lyttelton–Invercargill angeschlossen, zunächst nur, um Schienenfahrzeuge leichter auf das Gelände fahren zu können. Heute sind damit Fahrten in die Stadt Christchurch möglich. Ende der 1970er Jahre begann der Bau eines elektrifizierten Abschnitts aus Material des ehemaligen elektrischen Betriebs zwischen Christchurch und Lyttelton, sowie durch den Otira-Tunnel. 
Nach der Außerdienststellung der dieselelektrischen Lokomotiven der DG-Klasse der NZR 1983, wurde eine eigene Gesellschaft, die Dieseltraktions-Gruppe, gegründet, um diese Baureihe für die Ferrymead Railway zu erhalten und später auch Diesellokomotiven der DE-Klasse und DI-Klasse zu erwerben. 1988 wurde ein Elektrotriebwagen der NZR-Baureihe M bestehend aus dem Triebwagen DM 320 und dem Beiwagen D 2695 beschafft.
1990 wurde die NZRLS Canterbury Branch als Canterbury Railway Society (CRS) gegründet. Umstrukturierungen der New Zealand Railways, die in den frühen 1980er Jahren begonnen hatten, führten dazu, dass viele Eisenbahnstrecken aufgegeben wurden, und gaben der CRS Möglichkeiten, zusätzliche Fahrzeuge zu erwerben. Die wirtschaftliche Rezession des Jahres 1991 hatte auch Auswirkungen auf die CRS. Der Ferrymead Heritage Park kam infolge der durch den wirtschaftlichen Abschwung sinkenden Besucherzahlen in wirtschaftliche Schwierigkeiten.

## Derzeitige Entwicklung

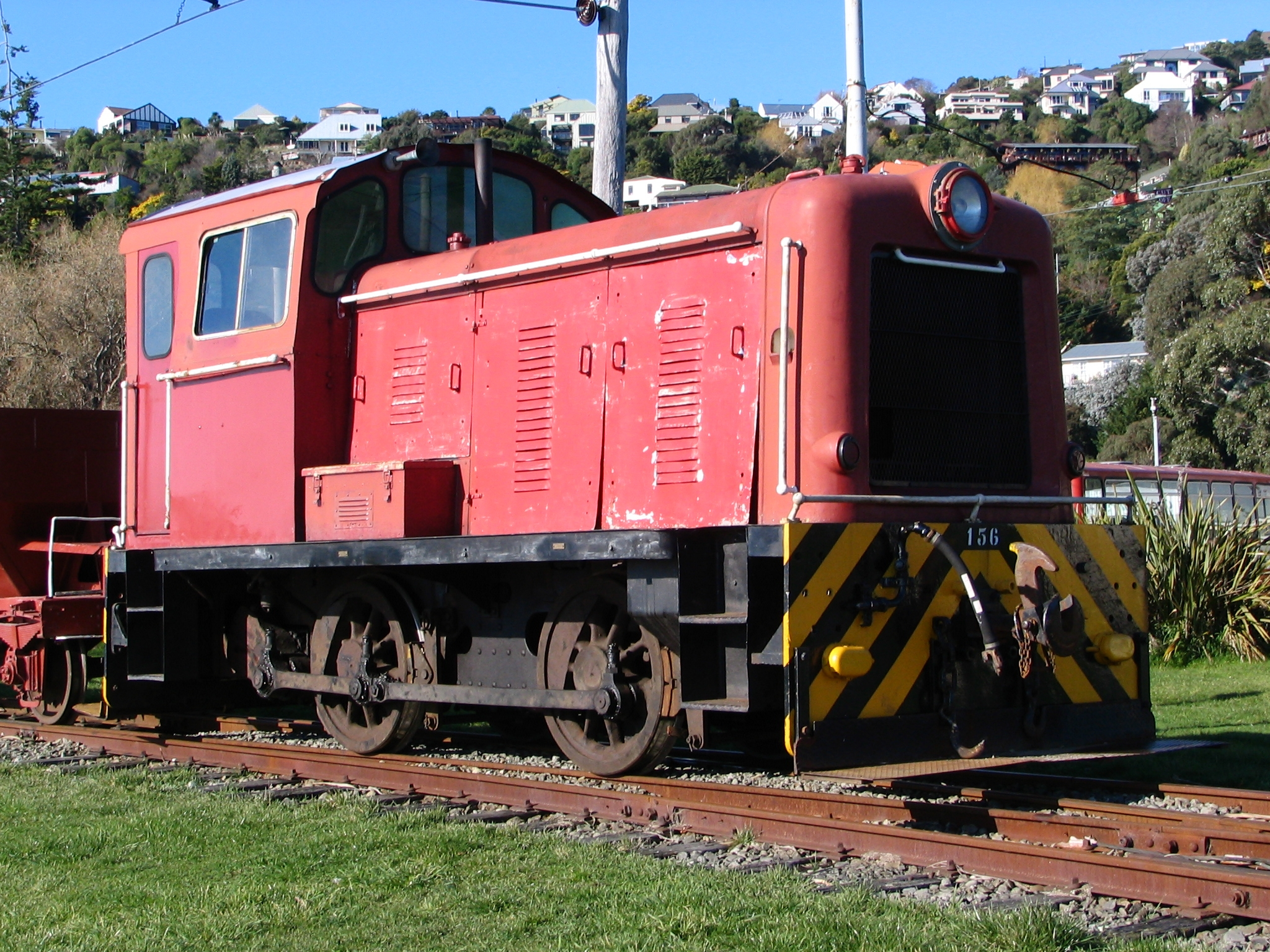
NZR-Diesellok TR 156 der Ferrymead Railway

1995 wurde der Ferrymead Historic Park durch die Stadt Christchurch übernommen, nachdem das wirtschaftliche „Aus“ drohte. Die Ferrymead Railway fährt seitdem nur noch an einzelnen Tagen, wenn besonders viele Besucher erwartet werden, in der Regel in den Schulferien und am Wochenende.
2005 wurden Pläne für ein nationales Eisenbahnmuseum in Ferrymead veröffentlicht. Der Bau der ersten Etappe wird etwa 3,5 Mio. NZ$ kosten und sollte Ende 2020 eröffnet werden. Weitere Pläne umfassten die Elektrifizierung zwischen den Bahnhöfen Moorhouse und Ferrymead, die im Jahr 2009 abgeschlossen wurde und die Verlängerung der Strecke vom Bahnhof Moorhouse zu einem neuen Bahnhof im Tal.
Die beiden Erdbeben der Jahre 2010 und 2011 verursachten erhebliche Schäden an der Infrastruktur und erforderten Reparaturen. Ab Ostern 2012 wurde die Bahn wieder in vollem Umfang betrieben. Das war auch ein Signal des Wiederaufbaus der Stadt Christchurch und eine moralische Stärkung, ein Jahr nach dem zweiten Erdbeben.

## Weiter Wissenswert
Im Ferrymead Heritage Park verkehrt auch eine Straßenbahn, die von der Tramway Historical Society betrieben wird und die den Eingang des Museums mit dessen historischem Dorf verbindet.